# Macky Sall

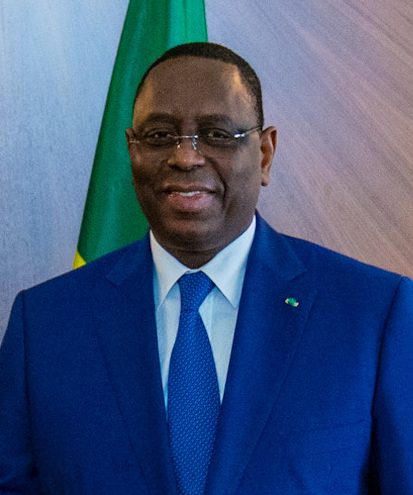
Chérif Macky Sall (2020)

Chérif Macky Sall (* 11. Dezember 1961 in Fatick) ist ein senegalesischer Politiker. Er war vom März 2012 bis April 2024 der Präsident der Republik.

## Leben
Sall ist eines von fünf Kindern eines Arbeiters und einer Erdnussverkäuferin. Seine Eltern stammen aus dem Norden des Landes. Er gehört als Toucouleur zur Ethnie der Peul. Er besuchte das Lycée Gaston Berger in Kaolack und studierte zunächst bis 1988 Geologie und Geophysik am Institut für Geowissenschaften (IST) in Dakar und anschließend bis 1993 an der École nationale supérieure du pétrole et des moteurs (ENSPM) des Institut Français du Pétrole (IFP) in Paris. Er ist mit Marième Faye Sall verheiratet und hat mit ihr drei Kinder.

## Politik
Sall begann seine politische Karriere in der Demokratischen Partei Senegals, in der er schnell aufstieg. Bis 2002 war er Bürgermeister von Fatick, danach Minister für Bergbau, Energie- und Wasserwirtschaft (2001–2003) und von 2003 bis 2004 Innenminister. Am 21. April 2004 wurde er nach der Entlassung von Idrissa Seck von Staatspräsident Abdoulaye Wade zum Premierminister berufen. Dieses Amt hatte er bis zum 19. Juni 2007 inne. Anschließend war er bis November 2008 Präsident der Nationalversammlung Senegals.
Als Präsident der Nationalversammlung lud Sall den Sohn des Präsidenten Karim Wade zu einer Anhörung vor das Parlament. Hintergrund waren Korruptionsvorwürfe hinsichtlich der Organisation der Islamischen Weltkonferenz in Dakar durch Karim Wade. Im Nachgang dieser Vorladung kam es zum Bruch zwischen Sall und Präsident Wade. Sall musste sein Amt abgeben.
Im April 2009 wurde Sall wieder Bürgermeister von Fatick. Er verließ die Demokratische Partei des Präsidenten Wade und schloss sich der Alliance pour la République (APR-Yaakaar) an.
Bei der Präsidentschaftswahl in Senegal 2012 kandidierte Sall für die APR-Yaakaar. Im ersten Wahlgang am 26. Februar 2012 erhielt er überraschend 26,6 Prozent der abgegebenen Stimmen und erzielte damit das zweitbeste Ergebnis hinter Amtsinhaber Abdoulaye Wade, der 34,8 Prozent der Stimmen erhielt. In der Stichwahl am 25. März 2012 siegte Sall mit 65,8 % der Stimmen, Wade räumte seine Niederlage ein. Am 2. April 2012 leistete Sall vor dem Verfassungsrat den Eid auf die Verfassung Senegals als Präsident der Republik und trat sein Amt in Anwesenheit zahlreicher Staatsgäste und von Personen des öffentlichen Lebens an.
Am 1. September 2013 entließ Sall Premierminister Abdoul Mbaye und das gesamte Kabinett, ohne hierfür Gründe anzugeben. Die bisherige Justizministerin Aminata Touré wurde neue Regierungschefin. Sie musste aufgrund der Wahlniederlage ihrer Partei bei Kommunalwahlen Anfang Juli 2014 auf Druck Salls jedoch zurücktreten. Am 6. Juli 2014 berief Sall Mahammed Boun Abdallah Dionne zu ihrem Nachfolger. Er führte dieses Amt auch nach den Wahlen zur 13. Nationalversammlung fort.
Bei der Präsidentschaftswahl 2019 wurde Sall im ersten Wahlgang mit 58,3 Prozent der Stimmen für weitere fünf Jahre im Amt bestätigt. Am 2. April 2019 leistete er vor dem Verfassungsrat in Anwesenheit von 18 Staats- und Regierungschefs Afrikas im Konferenzzentrum von Diamniadio den Amtseid für seine zweite und verfassungsgemäß letztmögliche Amtsperiode.

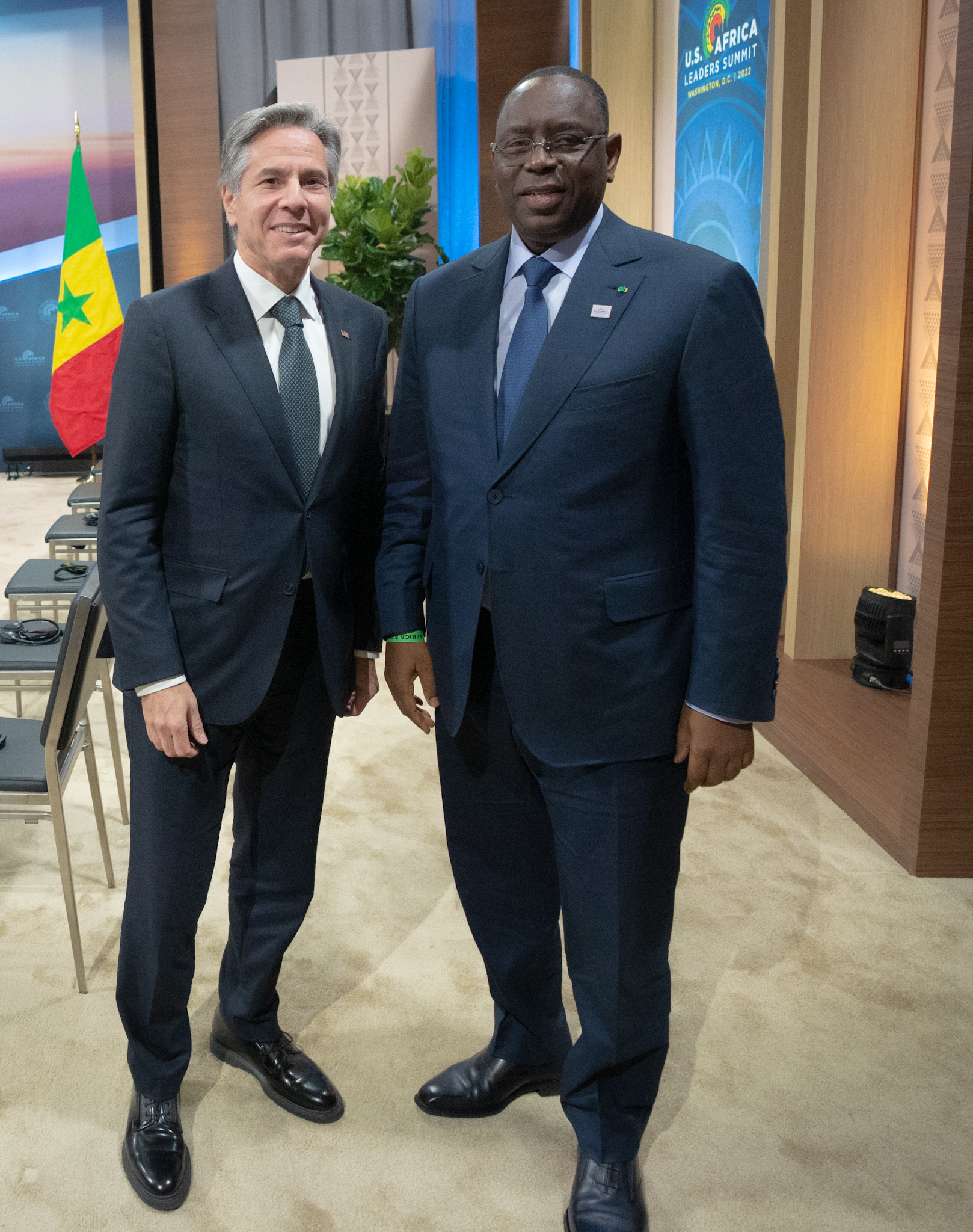
Sall mit US-Außenminister Antony Blinken im Jahr 2022

Im August 2019 nahm Sall als derzeitiger Präsident der NEPAD neben einigen anderen afrikanischen Staatschefs an dem G7-Gipfel in Biarritz 2019 teil. Seine Hauptanliegen waren der Nord-Süd-Konflikt und namentlich die Bekämpfung von Steuerflucht und Steuerbetrug der in Afrika engagierten großen internationalen Konzerne, wodurch der Kontinent finanziell ruiniert würde.

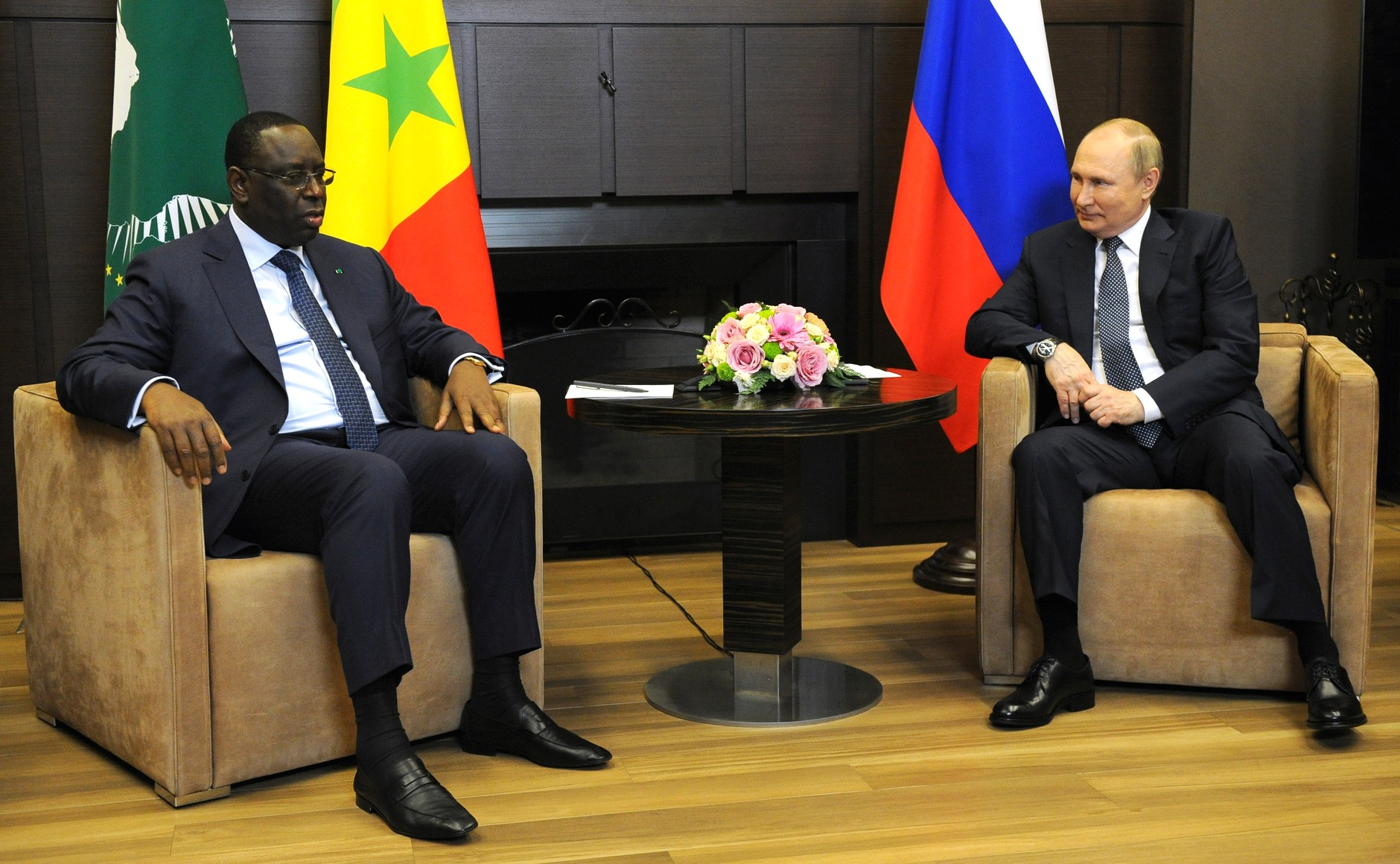
Macky Sall zusammen mit Russlands Präsident Wladimir Putin, in Sotschi, Russland, im Jahr 2022

Am 5. Februar 2022 wurde Sall für ein Jahr zum Vorsitzenden der Afrikanischen Union gewählt.
Seine Präsidentschaft führte, insbesondere während seiner zweiten Amtszeit, zu einer großen Wirtschaftskrise. Die Armut im Land nahm zu und dass der Senegal in der Weltrangliste des Index für menschliche Entwicklung um zwölf Plätze von 157 auf 169 zurückfiel.
Sall wird dafür kritisiert, während seiner Amtszeit zunehmend autoritär zu herrschen. Seit 2021 haben unter Sall auch die Festnahmen von oppositionellen Protestierenden stark zugenommen. Nach Angaben von Human Rights Watch im Januar 2024 sollen seit 2021 etwa 1.000 Personen politisch inhaftiert worden sein, von denen viele jahrelang ohne Gerichtsprozess in Haft blieben. Im Juni 2023, nach der Verurteilung des aussichtsreichsten Oppositionskandidaten Ousmane Sonko zu einer Haftstrafe, kam es zu den mit mindestens 23 Toten schwersten Unruhen im Land seit Jahrzehnten. Sall verbot daraufhin alle Demonstrationen der Opposition in der Hauptstadt. Kurz vor der Präsidentschaftswahl 2024 wurde auch der andere aussichtsreiche Oppositionskandidat von der Wahl ausgeschlossen. Am 3. Februar 2024, drei Wochen vor dem Termin am 25., verschob Sall die Wahl auf unbestimmte Zeit. Er begründete diesen Schritt mit Streitigkeiten über den Ausschluss potenzieller Kandidaten und Besorgnis über eine Rückkehr der Unruhen der Jahre 2021 und 2023. Er selbst darf nach zwei Amtszeiten nicht mehr kandidieren, bliebe durch diese Verschiebung aber vorerst im Amt. Der Vorgang ist einmalig im Land und wurde international als undemokratisches Festhalten an der Herrschaft kritisiert. Salls Ankündigung löste teils gewalttätige Proteste in Dakar und weiteren Städten des Landes aus. Daraufhin ließ er am 5. Februar das Internet im Land abschalten sowie tags zuvor bereits mindestens einen privaten Fernsehsender. Am 6. Februar beschloss das Parlament, die Wahlen auf den 15. Dezember 2024 zu verschieben, jedoch erst, nachdem Sicherheitskräfte in das Gebäude eingedrungen waren und widersprechende Abgeordnete entfernt hatten. Die damit deutlich zu lange Amtszeit des Präsidenten löst nach Ansicht mancher eine Verfassungskrise aus. Der Verfassungsrat erklärte sowohl die Verschiebung durch Sall als auch den vom Parlament beschlossenen neuen Wahltermin am 15. Februar für verfassungswidrig und hob beides auf. Da es nun nicht mehr möglich sei, die Wahl zum ursprünglich geplanten Termin abzuhalten, forderte der Rat, sie müsse „so bald wie möglich“ stattfinden. Falls der Termin erst nach der am 2. April endenden Amtszeit des Staatspräsidenten gelegen hätte, hätte der Parlamentspräsident dieses Amt übergangsweise übernommen und die Wahl innerhalb von 90 Tagen organisieren müssen. Die Wahl fand am 24. März 2024 statt.
Am 23. Februar 2024 erklärte Sall, sein Amt zum Ende seiner Amtszeit am 2. April 2024 aufgeben zu wollen.